# Gran Premio motociclistico di Germania 1965
Il Gran Premio motociclistico di Germania fu il secondo appuntamento del motomondiale 1965.
Si svolse il 24 aprile 1965 al Nürburgring, sul circuito corto della Südschleife, e corsero tutte le classi disputate in singolo, nonché i sidecar.
Mike Hailwood vinse ancora una volta in 500 precedendo il suo nuovo compagno di squadra nella MV Agusta, Giacomo Agostini; proprio quest'ultimo si aggiudicò la gara della 350 (categoria al debutto stagionale) precedendo Hailwood e cogliendo la sua prima vittoria nel mondiale.
Phil Read si impose nella 250 su Yamaha, anche grazie all'assenza del rivale Jim Redman infortunatosi nella gara delle 350. Nella 125 il successo fu di Hugh Anderson su Suzuki e nelle 50 di Ralph Bryans su Honda.
Nei sidecar vittoria per Fritz Scheidegger che bissò il successo già ottenuto l'anno precedente.

## Classe 500
Furono 38 i piloti presenti al via e di questi 15 vennero classificati al termine della prova;  tra i ritirati vi furono Paddy Driver, Gyula Marsovszky e Jack Ahearn.

### Arrivati al traguardo
| Pos. | Pilota                 | Moto      | Tempo        | Punti |
| ---- | ---------------------- | --------- | ------------ | ----- |
| 1    | Mike Hailwood          | MV Agusta | 1h 27' 08" 0 | 8     |
| 2    | Giacomo Agostini       | MV Agusta | +1' 39" 6    | 6     |
| 3    | Walter Scheimann       | Norton    | +1 giro      | 4     |
| 4    | Jack Findlay           | Matchless | +2 giri      | 3     |
| 5    | Eduard Lenz            | Matchless | +2 giri      | 2     |
| 6    | Billie Nelson          | Norton    | +2 giri      | 1     |
| 7    | Lewis Young            | Matchless |              |       |
| 8    | Hans-Jürgen Melcher    | Norton    |              |       |
| 9    | Hans-Otto Butenuth     | BMW       |              |       |
| 10   | Hans W. Schmidt        | BMW       |              |       |
| 11   | Manfred Gäckle         | Norton    |              |       |
| 12   | Bernhard Bockelmann    | Norton    |              |       |
| 13   | Siegfried Springenberg | Horex     |              |       |
| 14   | Ernst Weiss            | Norton    |              |       |
| 15   | Hans Föhr              | Matchless |              |       |

## Classe 350
Tra i ritirati Jim Redman.

### Arrivati al traguardo (posizioni a punti)
| Pos. | Pilota           | Moto      | Tempo | Punti |
| ---- | ---------------- | --------- | ----- | ----- |
| 1    | Giacomo Agostini | MV Agusta |       | 8     |
| 2    | Mike Hailwood    | MV Agusta |       | 6     |
| 3    | Gustav Havel     | Jawa      |       | 4     |
| 4    | Renzo Pasolini   | Aermacchi |       | 3     |
| 5    | Endel Kiisa      | CKEB      |       | 2     |
| 6    | Paddy Driver     | AJS       |       | 1     |

## Classe 250

### Arrivati al traguardo (prime 10 posizioni)
| Pos | Pilota            | Moto      | Tempo     | Punti |
| --- | ----------------- | --------- | --------- | ----- |
| 1   | Phil Read         | Yamaha    | 48' 16" 4 | 8     |
| 2   | Mike Duff         | Yamaha    | +0" 9     | 6     |
| 3   | Ramón Torras      | Bultaco   | +1'26" 7  | 4     |
| 4   | Giuseppe Visenzi  | Aermacchi | +1 giro   | 3     |
| 5   | Günter Beer       | Bultaco   | +1 giro   | 2     |
| 6   | Gilberto Milani   | Aermacchi | +1 giro   | 1     |
| 7   | Gerhard Thurow    | Adler     | +1 giro   |       |
| 8   | Graham Dickson    | Bultaco   | +1 giro   |       |
| 9   | Siegfried Lohmann | Yamaha    | +1 giro   |       |
| 10  | Horst Seidl       | Bultaco   | +1 giro   |       |

## Classe 125
Tra i ritirati due dei piloti Honda ufficiali, Luigi Taveri e Ralph Bryans.

### Arrivati al traguardo (prime 8 posizioni)
| Pos | Pilota           | Moto     | Tempo     | Punti |
| --- | ---------------- | -------- | --------- | ----- |
| 1   | Hugh Anderson    | Suzuki   | 48' 01" 7 | 8     |
| 2   | Frank Perris     | Suzuki   | +55" 6    | 6     |
| 3   | Ramón Torras     | Bultaco  | +2' 22" 1 | 4     |
| 4   | Ernst Degner     | Suzuki   | +3' 13" 7 | 3     |
| 5   | Derek Woodman    | MZ       | +3' 26" 5 | 2     |
| 6   | Walter Scheimann | Kreidler | +3' 36" 8 | 1     |
| 7   | Giuseppe Visenzi | Honda    |           |       |
| 8   | Peter Eser       | Honda    |           |       |

## Classe 50

### Arrivati al traguardo (posizioni a punti)
| Pos. | Pilota               | Moto     | Tempo     | Punti |
| ---- | -------------------- | -------- | --------- | ----- |
| 1    | Ralph Bryans         | Honda    | 51' 06" 8 | 8     |
| 2    | Luigi Taveri         | Honda    | +17" 8    | 6     |
| 3    | Hugh Anderson        | Suzuki   | +18" 6    | 4     |
| 4    | Mitsuo Itoh          | Suzuki   |           | 3     |
| 5    | Ángel Nieto          | Derbi    |           | 2     |
| 6    | Hans-Georg Anscheidt | Kreidler |           | 1     |

## Classe sidecar
Per le motocarrozzette, anch'esse alla prima gara stagionale, si trattò dell'83ª prova dall'istituzione della classe nel 1949. Curiosamente anche la precedente gara della classe era stato il GP di Germania dell'annata precedente. La gara si svolse su 13 giri, per un totale di 100,711 km.
La gara fu avversata dal maltempo e il giro più veloce fu del vincitore Fritz Scheidegger.

### Arrivati al traguardo
| Pos | Pilota            | Passeggero       | Moto      | Tempo     | Punti |
| --- | ----------------- | ---------------- | --------- | --------- | ----- |
| 1   | Fritz Scheidegger | John Robinson    | BMW       | 53' 27" 5 | 8     |
| 2   | Siegfried Schauzu | Horst Schneider  | BMW       | +35" 4    | 6     |
| 3   | Arsenius Butscher | Wolfgang Kalauch | BMW       | +41" 2    | 4     |
| 4   | August Wolf       | Lothar Ronsdorf  | BMW       |           | 3     |
| 5   | Fred Huber        | Josef Huber      | BMW       |           | 2     |
| 6   | Trevor Davies     | John Gauge       | Matchless |           | 1     |